# Veliki Kabal
Veliki Kabal är ett berg i Kroatien.   Det ligger i länet Dalmatien, i den södra delen av landet, 260 km söder om huvudstaden Zagreb. Toppen på Veliki Kabal är 1 338 meter över havet. Veliki Kabal ingår i Mosor.
Terrängen runt Veliki Kabal är kuperad österut, men västerut är den bergig. Veliki Kabal är den högsta punkten i trakten. Närmaste större samhälle är Split, 16,1 km väster om Veliki Kabal. Trakten runt Veliki Kabal består till största delen av jordbruksmark.